# Arnold Sinning
Arnold Sinning (* 3. November 1822 in Dörnhagen (Landkreis Kassel); † 27. Februar 1900 ebenda) war ein deutscher Gutsbesitzer und Abgeordneter des Provinziallandtages der preußischen Provinz Hessen-Nassau.

## Leben
Arnold Sinning wurde als Sohn des Gutsbesitzers Nikolaus Sinning und dessen Ehefrau Anna Katharina Bettenhäuser geboren. Er übernahm den elterlichen Gutshof und erhielt 1875 ein Mandat für den Kurhessischen Kommunallandtag des Regierungsbezirks Kassel, aus dessen Mitte er zum Abgeordneten des Provinziallandtages der Provinz Hessen-Nassau bestimmt wurde. Als Vertreter der höchstbesteuerten Grundbesitzer und Gewerbetreibenden der Kreise Hofgeismar und Kassel kam er in indirekter Wahl in das Parlament, wo er bis zum Jahre 1879 blieb.
Seine Söhne Carl (1850–1923) und Franz Arnold (1858–1902) waren ebenfalls Abgeordnete des Provinziallandtages.